# Partners in the Blue Pacific
Partners in the Blue Pacific (с англ. — «Партнёры в голубом Тихом океане»; PBP) — неформальная группа государств, созданная для укрепления экономических и дипломатических связей с островными государствами Тихого океана. В состав группы входят США, Австралия, Япония, Новая Зеландия и Великобритания. О создании PBP было объявлено 24 июня 2022 года властями США после консультаций с главами миссий в Тихоокеанском регионе и другими партнерами, включая Францию, а также Европейским союзом.
Семинар на тему «Укрепление общего понимания между партнерами в Голубом Тихом океане (PBP) и островах Тихого океана: незаконный, несообщаемый и нерегулируемый промысел (IUUF) и осведомленность о морской сфере (MDA)» прошел с 24 по 26 января 2023 года в отеле Daniel K. Иноуэ Азиатско-Тихоокеанский центр исследований в области безопасности в Гонолулу, Гавайи. В этом семинаре приняли участие официальные лица и эксперты из секретариата Форума тихоокеанских островов; Рыболовное агентство Форума тихоокеанских островов; Тихоокеанский термоядерный центр; вместе с представителями островов Тихого океана; Партнеры PBP – Австралия, Канада, Германия, Япония, Республика Корея, Новая Зеландия, Великобритания и США, а также наблюдатели, включая Европейский Союз, Францию и Индию.